# Johan Efraimsson
Johan Efraimsson, född 20 februari 1979, är en svensk musiker. Han har bland annat varit verksam som trummis i bandet Paris, 

## Diskografi

### Paris

#### Singlar
- 2005 - Captain Morgan (7" Singel)
- 2005 - 60 minutes
- 2004 - Hey sailor!
- 2003 - Disco fever (7" Singel)
- 2003 - Rainy day in London
- 2003 - Disco fever

#### Album
- 2005 - Secrets on tape
- 2003 - Yellow Eden
- 2003 - Les Amis De Paris (EP)